# A Jövő Pártja
A Jövő Pártja (Partij voor de Toekomst, PvdT) egy rövid életű centrista politikai párt volt Hollandiában. 2020-ban alapították Henk Krol és Femke Merel van Kooten alsóházi képviselők, miután kiléptek előző pártjaikból, az 50PLUS-ból és a Párt az Állatokért-ból (PvdD). Mivel a holland Képviselőházban nem lehetséges új pártot létrehozni, viszont új frakciót alapítani lehet, így Krol és Van Kooten jelenleg függetlenként ülnek a parlamentben, de új pártjukat már bejegyezték. Terveik szerint indulni fognak a 2021-es választáson. A pártnak van két további széke a Szenátusban, illetve az Európai Parlamentben.
2020 júliusában a párt összeolvadt a Groep Otten csoportosulással, ami addig csak a Szenátusban volt jelen. 2020. augusztus 5-én van Kooten kilépett a pártból, majd október 18-án Henk Krol is távozott. A párt így Henk Otten kezébe került, viszont elvesztette mindkét helyét a Képviselőházban. 2020 októberében a párt belső konfliktusok miatt végleg feloszlott.